# Фукідід
Фукіді́д, рідко Тукідід (грец. Θουκυδίδης, близько 460 до н. е., Алімос — близько 396 до н. е.) — давньогрецький історик, автор основ історичної критики. Автор незавершеної «Історії Пелопоннеської війни», першого історичного твору, в якому вивчаються раціональні причини і наслідки подій.

## Життя
Дати народження і смерті Фукідіда встановлюються приблизно, на підставі його власних непрямих повідомлень, а також того, що в його Історії Пелопоннеської війни між Афінами і Спартою (431 до н. е.—404 до н. е.), немає згадок про події, що відбувалися в IV ст. до н. е.
Фукідід походив зі знатної родини, яка правителя, що володіла золотими копальнями у Фракії. Його батько Олорос був родичем знаменитого Мільтіада. Плутарх переказує, що бачив надгробок Фукідіда серед могил родини Кімона, сина Мільтіада, в Афінах. Майже напевно родичем історика був інший Фукідід, син Мелесія, супротивник Перикла.
Фукідід отримав чудову освіту і брав участь у політичному житті Афін. Під час Пелопоннеської війни 424 до н. е. як стратег командував афінською ескадрою біля берегів Фракії. Через те, що не зумів перешкодити спартанському полководцю Брасіду заволодіти Амфіполем, зазнав осуду в Афінах і мав піти у вигнання. Фукідід оселився у Фракії і присвятив останні роки свого життя роботі над Історією. Він мав досить коштів і вільного часу, щоб зібрати і критично обробити величезний фактичний матеріал з історії Пелопоннеської війни. Якщо Геродот часто використовував деякі легендарні відомості у своїй історії, то Фукідід строго відбирав і ретельно перевіряв факти, відкидаючи всі сумнівні свідчення. Його критичний метод роботи з джерелами став видатним досягненням античної історіографії.
У молодості Фукідід бував у колі відомих державних діячів, що дало йому найкращу підготовку для написання праці з історії. Фукідід був палким прихильником демократії Перикла, ідеали якої він звеличує в надгробній промові, вкладеній ним у вуста Перикла. Фукідід вважав, що олігархічна конституція 411 до н. е. була найкращим державним устроєм із усіх, які тільки знали сучасні йому Афіни.
Фукідід повідомив, що перехворів страшною хворобою, яка спустошила Афіни в 430 до н. е.—427 до н. е. Вирушивши у вигнання, історик відвідав Пелопоннес, а можливо й Сицилію — його опис Сиракуз демонструє непогане знання місцевої топографії. Фукідіду, від природи схильному до неупередженості, пішло на користь вигнання, що дозволило йому ознайомитися з ворогами Афін. Деякі зауваження відносно Спарти дозволяють припускати, що в цей час Фукідід зустрічався з Алківіадом. Після капітуляції Афін у 404 до н. е. Фукідід недовгий час пробув у місті; повідомляється, що його смерть була насильницькою, однак цей переказ, можливо, з'явився в зв'язку з несподіваним припиненням оповіді в VIII книзі Історії. Відповідно до іншого малодостовірного джерела, твір Фукідіда підготував до публікації історик Ксенофонт; і справді, Ксенофонт починає свою Грецьку історію з того місця, на якому зупинився Фукідід.

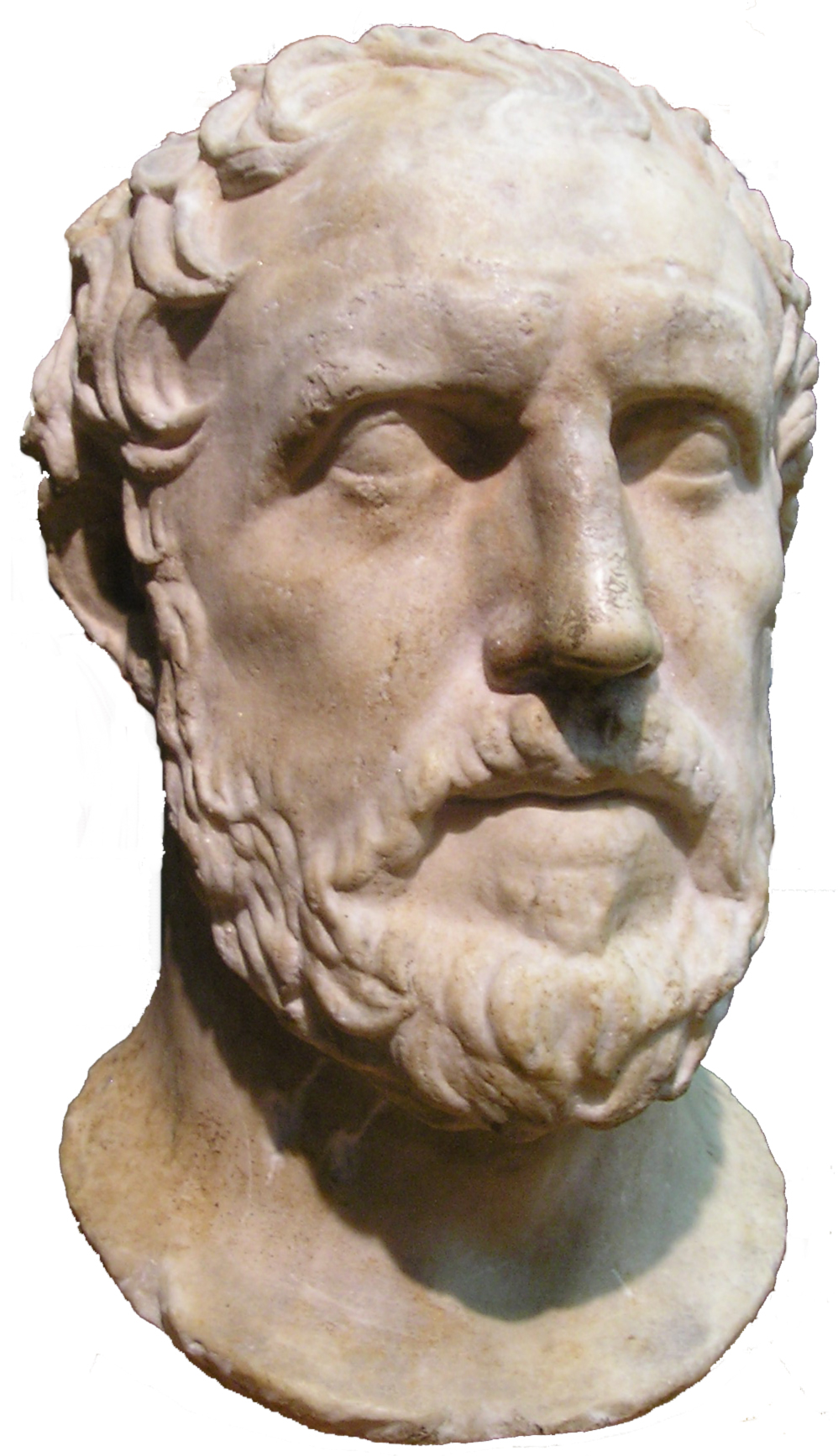
Фукідід

## «Історія»
Детальніші відомості з цієї теми ви можете знайти в статті Історія (Фукідід).
Головний твір Фукідіда складається з 8 книг, у них викладено події Пелопоннеської війни з 431 до н. е. по 411 до н. е.. Протягом двадцяти років він займався збиранням матеріалу для своєї історичної праці. Хоча автор розпочав написання Історії на самому початку війни і збирався дійти до 404 до н. е., однак виклад обривається узимку 411 до н. е..
Своєю головною задачею Фукідід зробив відшукання істини, а методи, якими він це робить, дають підставу вважати його попередником сучасної історичної науки. На відміну від Геродота, Фукідід надає великого значення критичній перевірці повідомлень, звертає особливу увагу на причини і приводи подій. Раціоналізм Фукідіда виключає безпосереднє втручання божественних сил в історичні події, хоча він не відкидає існування богів. За своїми політичними поглядами Фукідід — прихильник помірної, розумно упорядкованої влади. Високо оцінював помірно-олігархічне правління в Афінах, вважаючи, що це приклад розумного сполучення олігархічних і демократичних елементів. Загалом його виклад відрізняється високим ступенем об'єктивності.
Фукідід не обмежився ретельною і докладною характеристикою воєнних дій. Він дав також опис внутрішнього життя воюючих сторін, у тому числі взаємин демократичних і олігархічних угруповань і їхніх сутичок, змін у політичному ладі під час війни як в Афінах, так і в Спарті. Надавав першорядного значення об'єктивним історичним факторам, не тільки політичним, а й економічним.
Вступ до І книги підкреслює важливість обраного предмета в порівнянні з усіма попередніми подіями світової історії. Після короткого, але досить ґрунтовного нарису ранньої історії Греції Фукідід розглядає причини війни. Хоча приводом до неї послужила суперечка афінян з Коринфом через Керкіру, справжні причини треба шукати набагато глибше: Спарта побоювалася зростаючої потуги Афін. Війна мала вибухнути, навіть якби інциденту з Керкірою не трапилося. Війна виявилася загальногрецькою, вона розколола надвоє всю Грецію, причому демократи, як правило, ставали на бік Афін, а олігархічні уряди підтримували Спарту. Щоб показати могутність Афін, Фукідід дає нарис зростання Афінської держави починаючи з 479 до н. е. і до 440 до н. е., перекидаючи в такий спосіб міст від своєї праці до історії греко-перських воєн Геродота.
З початку ІІ книги і по розділ V.24 Фукідід описує перший етап війни, названий Десятирічною (або Архідамовою) війною, аж до Нікієва миру (421 до н. е.). Виклад тут незмінно супроводжується вказівками на «зиму» або «літо», і таким чином кожен рік виявляється розбитим на дві частини. Після 424 до н. е., коли Фукідід пішов у вигнання, розповідь про події в Афінах стає менш докладною, а хід дипломатичних переговорів з Персією висвітлений погано.
За Нікіївим миром настав період, що завершився сицилійською експедицією, коли війни начебто не було, але вчорашні вороги продовжували активно ворогувати з союзниками супротивника. Перемогою при Мантінеї в 418 до н. е., яку Фукідід докладно описує, спартанці відновили свій військовий престиж. У «мелоському діалозі» (V. 85-111) читачеві пропонуються фактично дві промови, що викладаються паралельно, теза за тезою. Афіняни не роблять обложеним остров'янам жодних поступок, вони відкрито заявляють, що за законом природи слабший підкоряється сильнішому, і доки Афіни залишаються володарями морів, Мелос зобов'язаний коритися і сплачувати їм данину.
У VI і VII книгах описана афінська експедиція на Сицилію, починання, яке через втечу Алківіада із самого початку було приречене на невдачу й остаточно було загублене очевидною некомпетентністю Нікія. VIII книга — це неповний звіт про Декелейську війну, коли спартанська армія, що базувалася в Аттиці, тримала Афіни в постійній напрузі і відрізала їх від території поза міськими стінами. Тут же розповідається про захоплення влади в Афінах олігархами (411 до н. е.) і про підступ Персії під час війни на морі в Іонії.
Текст Фукідіда, написаний аттичним діалектом, стислий, без зайвих прикрас. Часто зустрічаються абстрактні поняття, виражені прикметником або дієприкметником з артиклем середнього роду. Фукідід схильний до протиставлень, однак заради симетричної фрази ніколи не відхиляється від ходу оповіді. Іноді Фукідід забирає слова з їхнього законного місця, немов для того, щоб заскочити читача зненацька, або змінює конструкцію речення. Результат буває часом різким, але ніколи не виявляється грубим. Проза Фукідіда — це прекрасно налагоджений інструмент гострого аналітичного розуму.
Значна частина Історії була написана по гарячих слідах. Однак праця складалася повільно і з великими зусиллями, Фукідід правив і робив вставки, з урахуванням отриманих додатково відомостей або наступних подій. Датувати певні частини Історії дуже непросто, висновки найчастіше ненадійні; немає сумніву в тому, що в ній містяться періоди, внесені в чорновий текст, причому деякі — уже після капітуляції Афін (наприклад, ІІ. 65, 12).
Розповідь пересипана промовами, коли контекст виправдовує їхню появу. Проза цих промов складна, місцями навіть незрозуміла. Фукідід не міг дослівно передати все, що говорилося афінськими і спартанськими воєначальниками, він і не ставив собі таке завдання. Він передає думки діячів у своїй власній манері, а в тих випадках, коли нема можливості удатися до записів або пам'яті, сам складає промову, відповідно до випадку. Ці промови вносять у чисто оповідальну працю драматичні ефекти.
Фукідід установив собі дуже суворі правила добору матеріалу, й іноді вони змушували його проминати події, які сучасний історик не міг би залишити осторонь, не викликаючи дорікань на свою адресу. Так, він згадує, що Гіпербол зазнав остракізму лише тоді, коли описує смерть цього демагога на Самосі у 411 до н. е., і жодним словом не згадує про хитромудрий хід, за допомогою якого Алківіад домігся вигнання цього політика, в той час як Гіпербол сам прагнув вигнання Алківіада. Фукідід не розглядає спеціально економічних проблем, хоча вкладає до вуст Перикла перелік ресурсів, на які могли розраховувати афіняни до початку війни, доводячи таким чином, що на той час вони були взмозі слушно розраховувати на остаточну перемогу. Перикл не міг передбачити моровицю, після якої афінянам залишалося сподіватися у кращому випадку на нічийний результат.
Не завжди Фукідід приховує свої упередження. Клеона він ненавидів як демагога, а міццю Перикла захоплювався. Однак до Клеона Фукідід несправедливий. Стратегія, якої дотримувався Клеон, досить схожа із рекомендованою Периклом, але Фукідід цього наче не помічає. Утім, трактування постаті Клеона — виняток, що, безсумнівно, виник внаслідок аристократичного презирства до вульґарності та поганих манер, а не через заздрість або злість.
Фукідід став одним з перших грецьких істориків, який побачив у соціальній боротьбі важливий чинник розвитку грецьких полісів. Він також із надзвичайною виразністю показав, які численні нещастя несе із собою війна. Своєю Історією він немов би закликав греків до мирного об'єднання.
Фукідіда вважають найбільшим істориком стародавності, що залишив яскравий та достовірний опис однієї з найбільших подій в історії Стародавньої Греції. Його твір вважають вершиною античної історіографії, зокрема він посідає 34 рядок у Рейтингу 100 найкращих книг усіх часів журналу Ньюсвік.

## Спадок
Праця Фукідіда знайшла продовжувачів, з яких жоден не зрівнявся з ним ні силою критичної думки, ні глибиною політичного аналізу. Найвідоміший з цих продовжувачів — Ксенофонт.
У Європі Фукідід став відомий завдяки латинському перекладу Лоренцо Валли й англійському Гоббса.
На честь філософа названо астероїд 10137 Фукідід.